# 卡羅鎮
卡羅鎮是哥倫比亞的城鎮，位於該國東北部，由北桑坦德省負責管轄，始建於1869年，面積402平方公里，海拔高度939米，2005年人口5,007，人口密度每平方公里12.46人。

## 外部連結
- （西班牙文） Government of Norte de Santander - Villa Caro
- （西班牙文） Villa Caro official website

7°55′01″N 72°58′35″W / 7.91694°N 72.9764°W